# Ініотеф VII
Ініотеф VII — давньоєгипетський фараон з XVII династії, який правив у Фівах.

## Життєпис
Третім роком його правління датований документ, в якому останній наказав вигнати служителя храму Міна в Коптосі Теті за те, що той надав притулок його ворогам, і прокляв будь-якого царя чи правителя, який надасть допомогу вигнанцю. Той документ ясно показує, що в той час у Єгипті була велика кількість правителів, що не залежали один від одного. Правлінням Ініотефа датовано і два інших пам'ятники. Один із них стела Антефа у Карнацькому храмі Пта, другий — дерев'яний вівтар з заупокійного храму Ментухотепа II у Дейр-ель-Бахрі, з титулом Ініотефа.
Гробниця Ініотефа VII була знайдена 2000 року під час розкопок, які проводив Деніел Польц з Німецького археологічного інституту у некрополі Дра Абу ель-Неґа (раніше її було ідентифіковано 1860 року, однак потім була втрачена). Вказівки на розташування того поховання було отримано з папірусу Еббота. Над похованням була збудована невелика піраміда з основою 11 метрів і висотою 13 метрів.